# Zelandotipula vivida
Zelandotipula vivida är en tvåvingeart som först beskrevs av Alexander 1941.  Zelandotipula vivida ingår i släktet Zelandotipula och familjen storharkrankar.
Artens utbredningsområde är Ecuador. Inga underarter finns listade i Catalogue of Life.